# Fou à tuer
Pour plus de détails, voir Fiche technique et Distribution.
Fou à tuer (anglais : Crawlspace ; italien : Striscia ragazza striscia) est un film d'horreur américano-italien réalisé par David Schmoeller, sorti en 1986.

## Synopsis
Karl Guenther, fils d'un médecin nazi, est un propriétaire consciencieux qui ne loue ses appartements qu'à de jeunes et attrayantes femmes. Jessica, héroïne de téléromans, Harriet secrétaire sensuelle et vivace, Sophie, pianiste accomplie et Lori, jeune étudiante qui vient d'emménager, tous habitent dans des appartements de Karl. La seule discorde qui trouble leur quiétude est un "tap, tap, tap" provenant du vide sanitaire du-dessus de leurs chambres. Karl leur dit que c'est sûrement des rats, mais en réalité, c'est lui-même qui les espionne. Une par une, ses locataires, ainsi que Josef Steiner, un chasseur de nazis, deviennent ses victimes qu'il torture lentement jusqu'à la mort. Lori est la dernière survivante et entre dans le vide sanitaire. Elle est maintenant seule avec un fou capable de tout.

## Fiche technique
- Titre français : Fou à tuer
- Titre original anglais : Crawspace
- Titre italien : Striscia ragazza striscia
- Réalisation : David Schmoeller
- Scénario : David Schmoeller
- Musique : Pino Donaggio
- Photographie : Sergio Salvati (en)
- Montage : Bert Glatstein
- Production : Roberto Bessi & Michael Deak
- Société de production et de distribution : Empire International Pictures (en)
- Pays :  États-Unis,  Italie
- Langue : Anglais
- Format : Couleur - Mono - 35 mm - 1.85:1
- Genre : Horreur
- Durée : 74 min

## Distribution
- Klaus Kinski (VF : René Bériard) : Karl Gunther
- Talia Balsam : Lori Bancroft
- Barbara Whinnery : Harriet Watkins
- Kenneth Robert Shippy (VF : Claude Rollet) : Josef Steiner
- Carole Francis : Jessica Marlow
- Tane McClure : Sophie Fisher
- Sally Brown : Martha White
- Jack Heller : Alfred Lassiter
- David Abbott (VF : Michel Vigné) : Hank Peterson
- David Schmoeller : le locataire recalé (non crédité)